# Municipio de California (condado de Faulkner)
El municipio de California (en inglés: California Township) es un municipio ubicado en el condado de Faulkner en el estado estadounidense de Arkansas. En el año 2010 tenía una población de 2089 habitantes y una densidad poblacional de 22,17 personas por km².

## Geografía
El municipio de California se encuentra ubicado en las coordenadas 35°19′10″N 92°19′27″O / 35.31944, -92.32417. Según la Oficina del Censo de los Estados Unidos, el municipio tiene una superficie total de 94.21 km², de la cual 94,04 km² corresponden a tierra firme y (0,19 %) 0,18 km² es agua.

## Demografía
Según el censo de 2010, había 2089 personas residiendo en el municipio de California. La densidad de población era de 22,17 hab./km². De los 2089 habitantes, el municipio de California estaba compuesto por el 96,46 % blancos, el 0,24 % eran afroamericanos, el 0,57 % eran amerindios, el 0,29 % eran asiáticos, el 0,62 % eran de otras razas y el 1,82 % eran de una mezcla de razas. Del total de la población el 1,2 % eran hispanos o latinos de cualquier raza.